# Area ex Pirelli

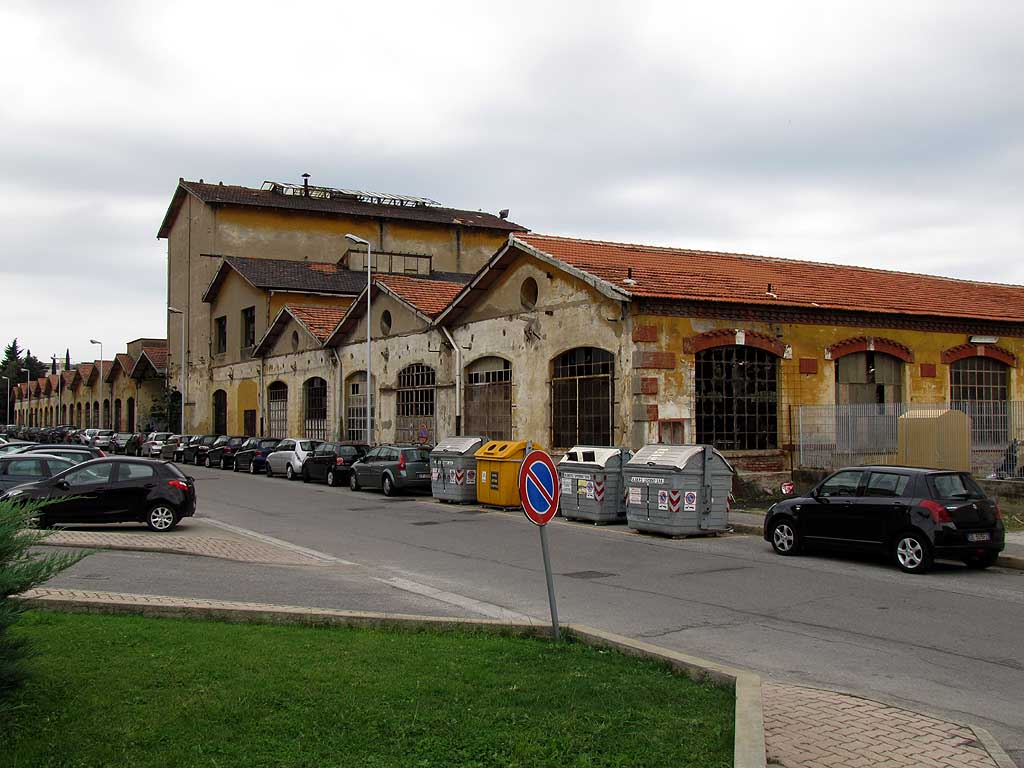
Capannoni lungo via della Meridiana

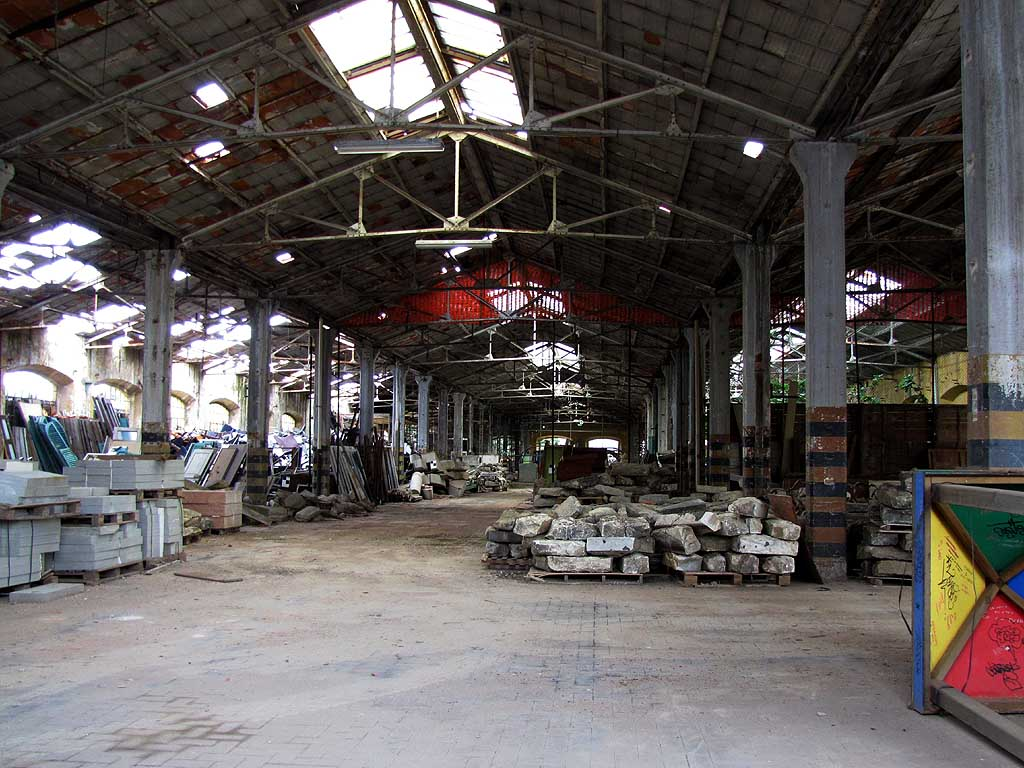
Interno di un capannone, in degrado

L'area ex Pirelli è una zona facente parte della dismessa fabbrica Pirelli, a Livorno. Il complesso costituisce un importante esempio di archeologia industriale.

## Storia
All'inizio del Novecento le aree poste lungo il viale degli Acquedotti (ora viale Carducci) furono interessate da una crescente attività edilizia: l'apertura dello stabilimento termale Acque della Salute (1904), la realizzazione della nuova stazione ferroviaria (1910) e la costruzione del vicino quartiere di case popolari (1911).
In questo contesto, nel 1906, un ampio lotto di terreno situato a margine del Parterre, presso il Cisternone, fu occupato dal complesso industriale della Società Italiana Conduttori Elettrici (SICE). Lo stabilimento fu inaugurato l'anno successivo.
Nel 1955 la fabbrica fu acquisita dalla Pirelli e nel 1962 contava circa 500 addetti. Lo stabilimento rimase attivo fino ai primi anni ottanta, quando la produzione fu trasferita nella zona industriale (successivamente la fabbrica sarà acquisita dalla Prysmian).
Nel 1983 il complesso sul viale Carducci fu acquisito nel patrimonio comunale; l'anno seguente, fu completata la demolizione dei fabbricati industriali prossimi al Parterre, mentre alcuni edifici, ritenuti un importante esempio di archeologia industriale, furono risparmiati.
Nell'area interessata dalle demolizioni fu quindi costruita un'arena pavimentata, che nel 1995 divenne parte integrante del nuovo parco Pertini.
Malgrado l'esistenza di progetti di riuso, ad oggi, gran parte del complesso risulta in completo stato di abbandono; fa eccezione la palazzina prospiciente il viale Carducci, che ospita una succursale delle scuole Mazzini.

## Descrizione
Dopo le demolizione effettuate negli ultimi decenni del XX secolo, il complesso risulta costituito da una serie di capannoni disposti lungo il lato est del parco Pertini e da un corpo di fabbrica prospiciente, mediante un ampio piazzale recintato, il viale Carducci. Quest'ultimo costituisce l'edificio di rappresentanza dell'intera fabbrica ed è caratterizzato da un linguaggio vagamente Liberty, con fasce in laterizio e orologio centrale.
L'intera superficie coperta è pari a 5.600 metri quadrati.
I capannoni, in degrado, sono costituiti da ampi spazi coperti da capriate d'acciaio su colonne in cemento armato e su tralicci metallici.